# Biserica Batiștei
Biserica Adormirea Sfintei Ana - Batiște din București este un monument istoric aflat pe teritoriul municipiului București. În Repertoriul Arheologic Național, monumentul apare cu codul 179132.87.
Conform pisaniei noi, din 2002, hramul bisericii Batiște este Adormirea Sf. Ana și Cuvioasa Parascheva.
Biserica Batiște a fost clădită la 1654, în vremea domnitorului Matei Basarab (1632-1656). Construită la început din lemn, biserica a fost de două ori mistuită de foc, între anii 1659-1660 și în 1696. A fost restaurată între anii 1726-1727 de către Constantin Mavrocordat, Domnitorul Țării Românești (1735-1741). Locului (inițial ocol pentru vite) unde a fost ridicată biserica i s-a spus "Batiște" (prin derivare de la verbul "a bate").

## Galerie

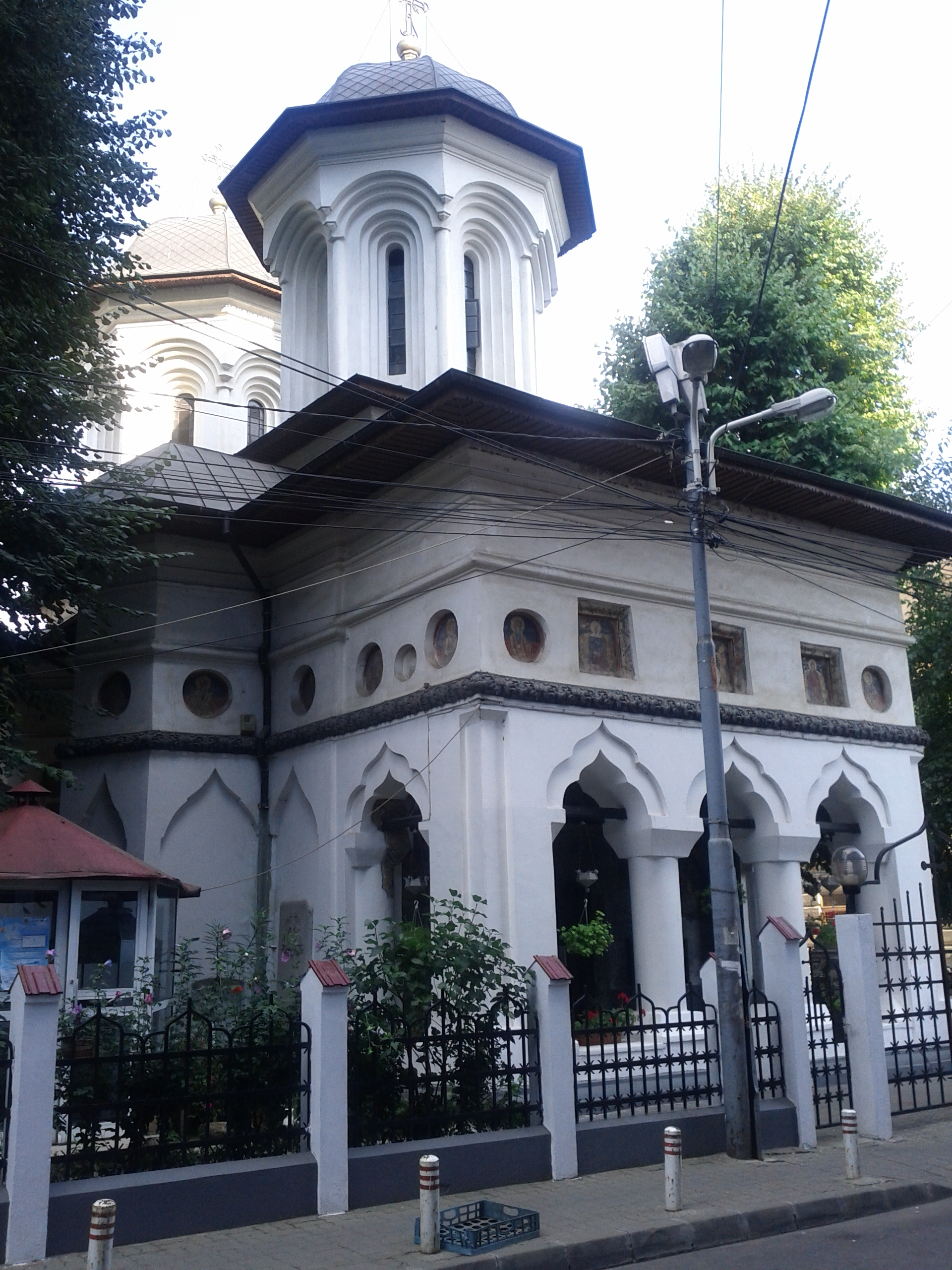
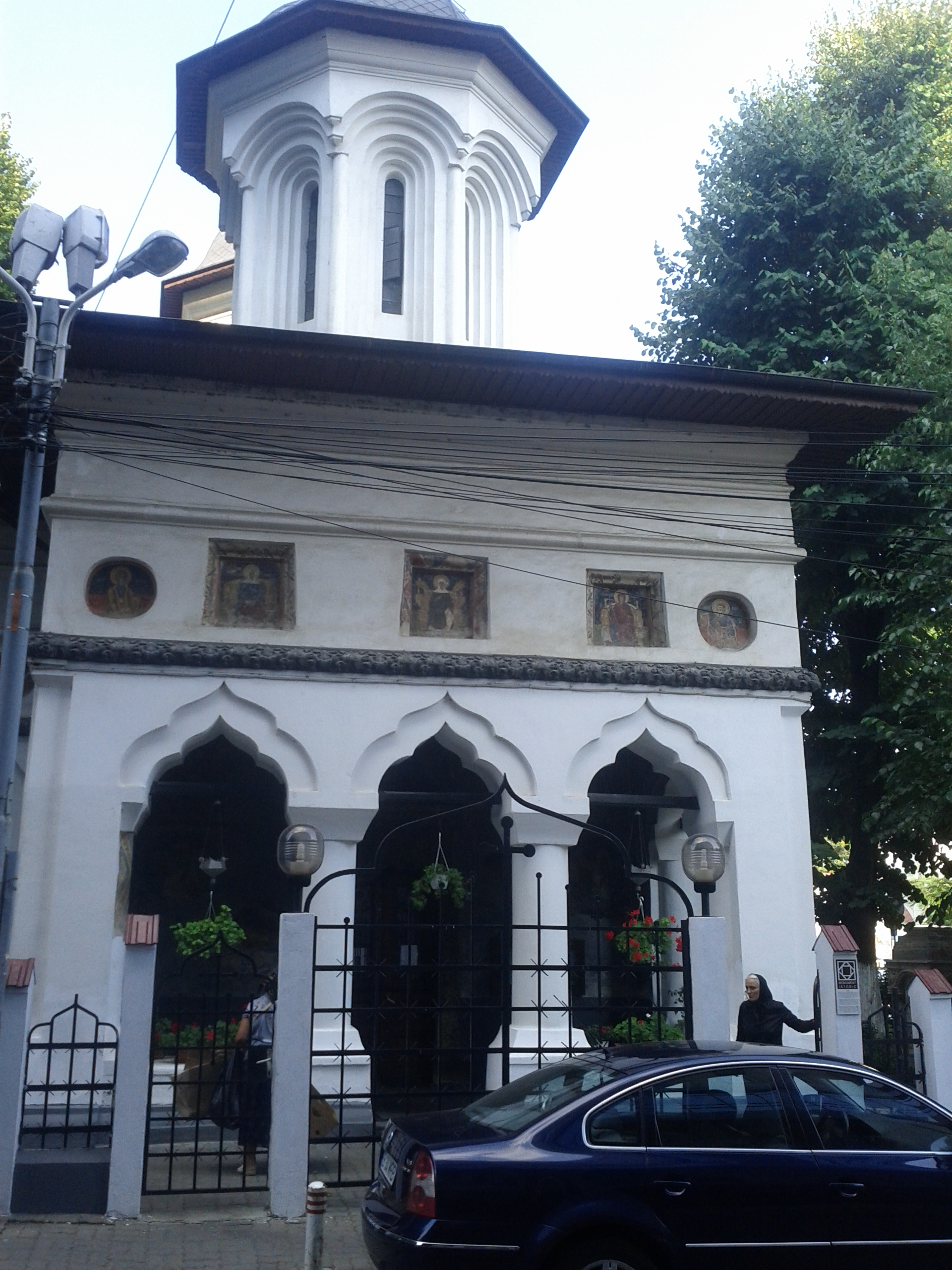
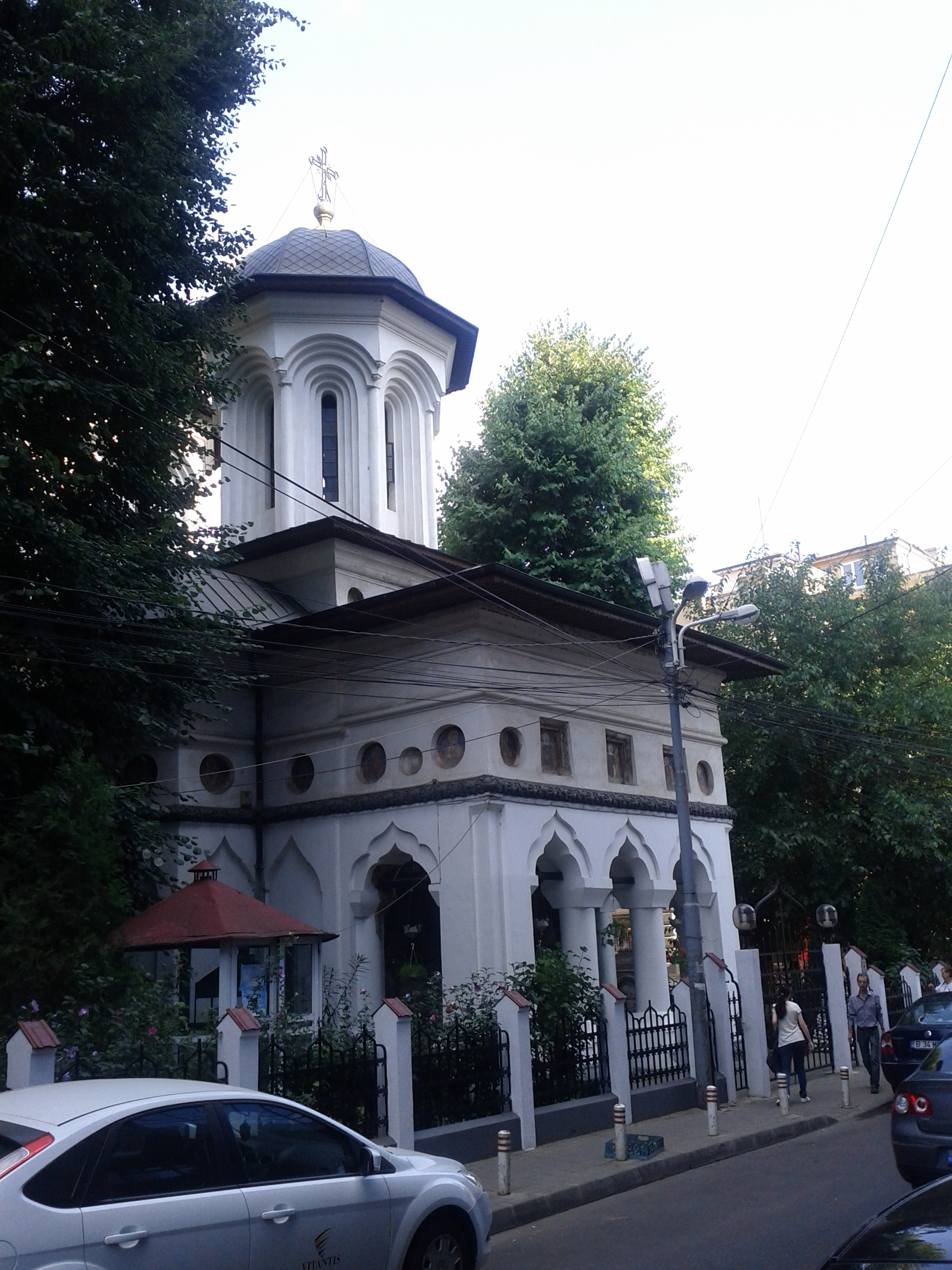
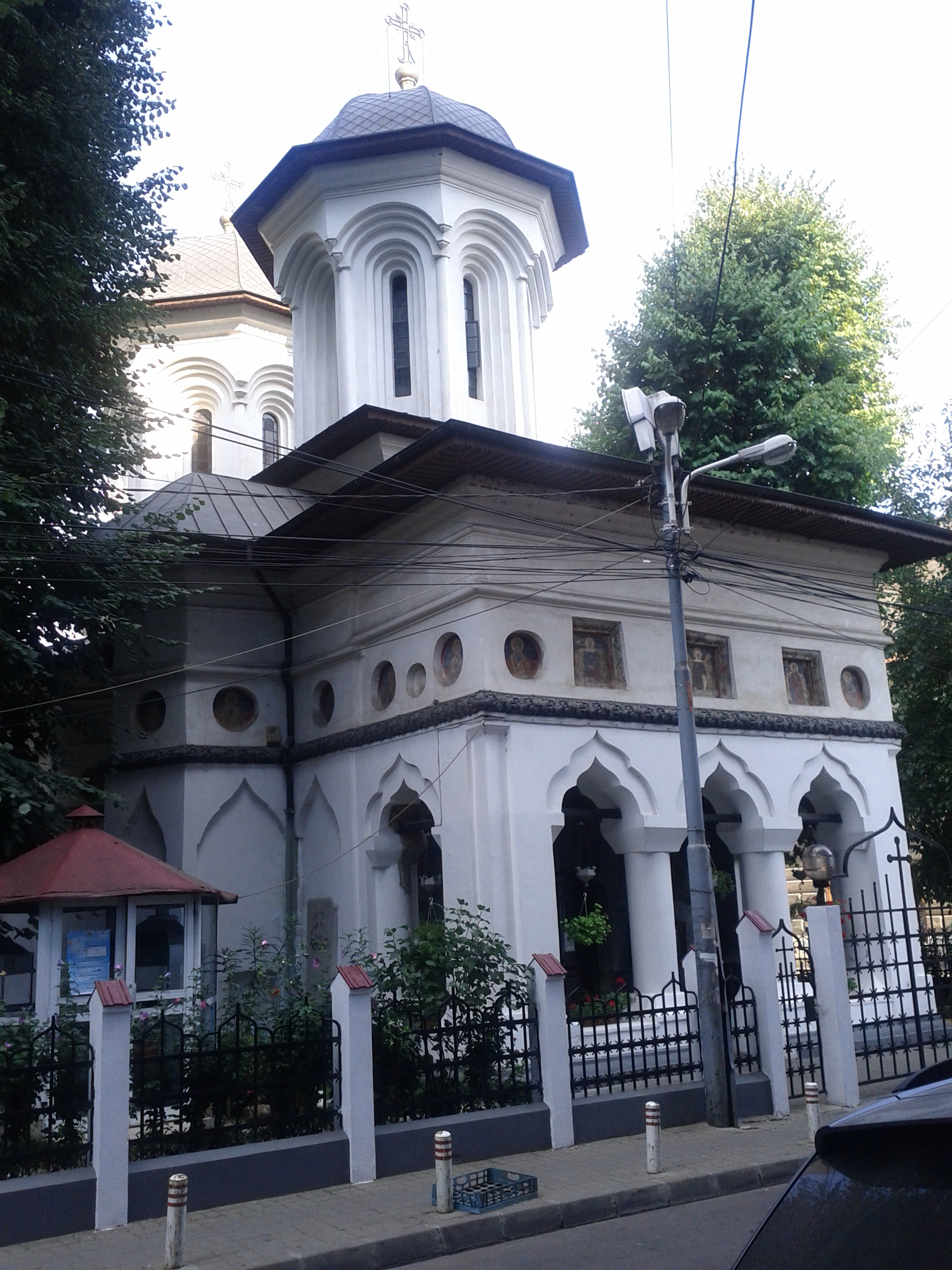
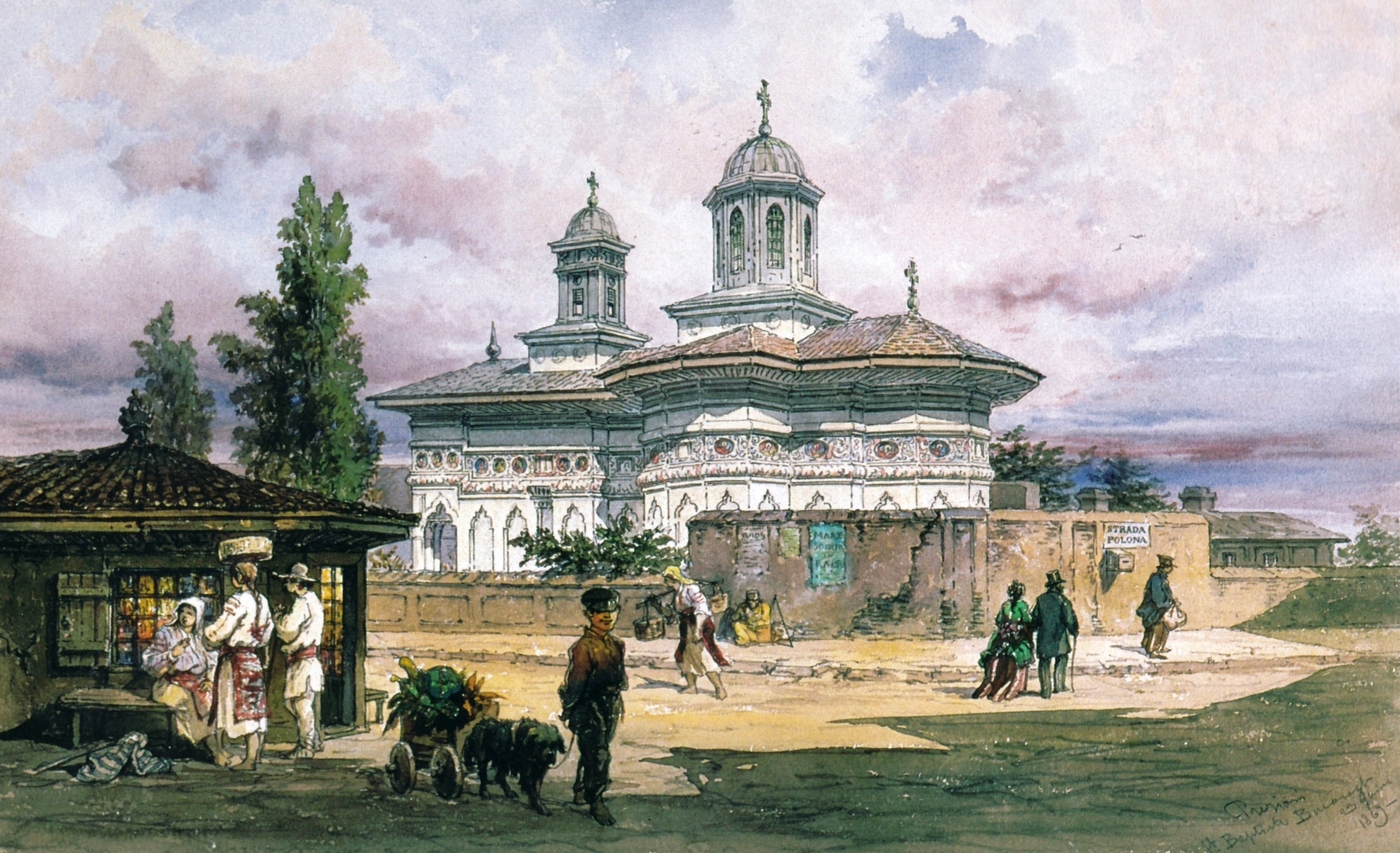
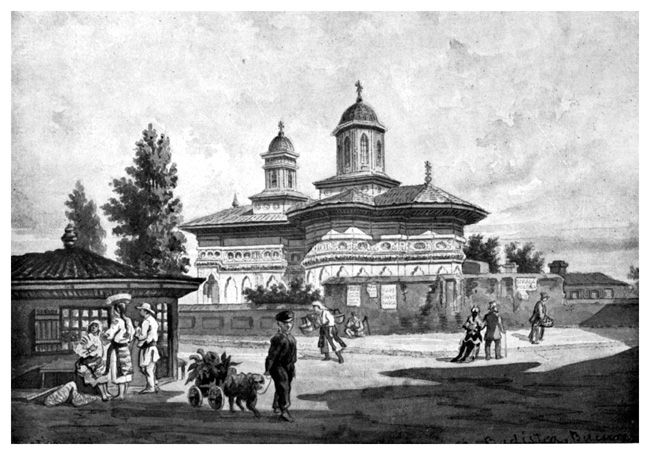
Pisania veche
Pisania nouă
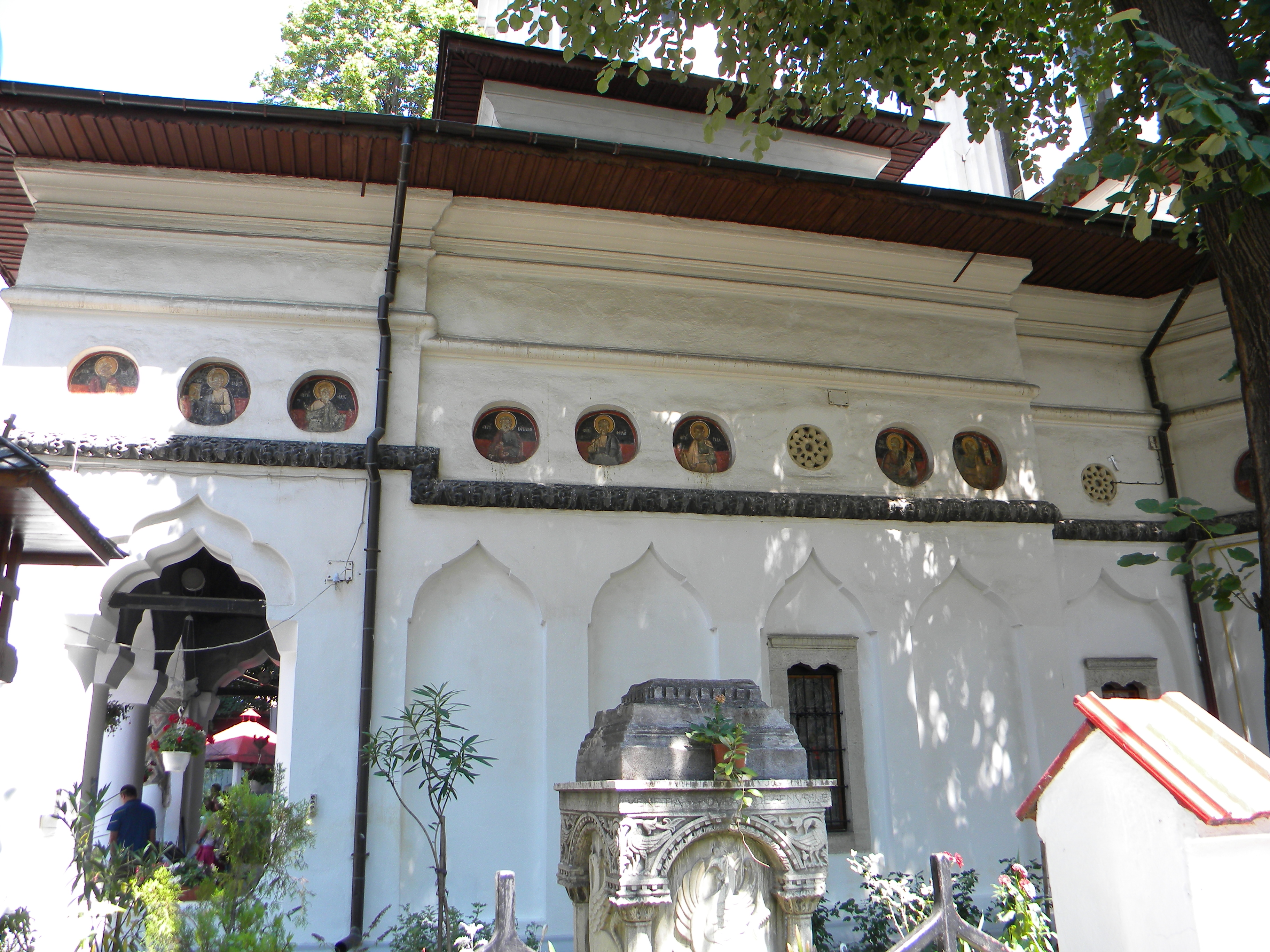
Biserica Batiște – Vedere dinspre VSV